# Смъртоносен ловуващ скорпион
Смъртоносният ловуващ скорпион (Leiurus quinquestriatus), известен още като жълт скорпион е вид скорпиони от семейство Buthidae. Той се счита за най-отровния и опасен скорпион на Планетата. Отровата му е мощен коктейл от невротоксини, които при ужилване довеждат до неописуема и нетърпима болка, температура, изпадане в шок, кома и фатален край. Въпреки че отровата му трудно би убила здрав възрастен човек, за малки деца, възрастни хора или инвалиди (като тези със сърдечно заболяване или тези, които са алергични) смъртта е неизбежна.
Този вид скорпиони включва два подвида: Leiurus quinquestriatus hebraeus и Leiurus quinquestriatus quinquestriatus.

## Разпространение и местообитание
Този вид скорпиони обитава пустинните местности разположени между Северна Африка и Близкия изток. Среща се най-вече в Алжир, Бахрейн, Чад, Египет, Етиопия, Либия, Мали, Нигер, Сомалия, Судан, Тунис, Ирак, Израел, Йордания, Кувейт, Ливан Оман, Иран, Пакистан, Катар, Саудитска Арабия, Сирия, Турция, Казахстан, Обединените арабски емирства и Йемен. Крие се в дупки под храсти и камъни, които може сам да изкопае на дълбочина до 20 cm. Той може също така да приеме съществуващите дупки на други
безгръбначни или малки гръбначни животни.

## Физически характеристики
Смъртоносният ловуващ скорпион е жълт до оранжево-жълт на цвят, като по-възрастните екземпляри могат да бъдат в по-тъмно оцветяване. Общата му дължина е средно около 30 – 77 mm. По възрастните екземпляри достигат до 80 – 110 mm. Мъжките видове обикновено са по-малки, по-тънки и по-слаби от женските.